# 城巴B5線
城巴B5線是香港一條巴士路線，來往港珠澳大橋香港口岸及欣澳站，取道北大嶼山公路及竹篙灣公路，部分班次亦繞經迪士尼樂園，乃配合港珠澳大橋啟用而增闢的接駁路線之一。
本線為首條來往香港迪士尼樂園的出入境口岸專營巴士路線，以及城巴首條服務大嶼山的出入境口岸專營巴士路線，亦是首條服務欣澳站的常規專營巴士路線，並與B6線成為首兩條服務大嶼山的出入境口岸專營巴士路線。

## 歷史
運輸署於2016年發表《港珠澳大橋香港口岸的本地公共交通服務安排》，建議在港珠澳大橋通車當日增闢一條專線小巴路線往返東涌站，以及兩條專營巴士路線接駁香港口岸，一條往返機場和亞洲國際博覽館，另一條則來往欣澳站。
受順朗路（屯門至赤鱲角南面連接路）工程延誤影響，加上考慮地區人士意見，運輸署於2017年5月修訂往返香港口岸至欣澳站的走線，於香港迪士尼樂園早上入場的繁忙時段及晚上煙花表演結束後的一段時間駛經迪士尼樂園。由於順朗路預計於大橋通車時未能趕及通車，欣澳線需取道機場島道路前往香港口岸，預計會大幅增加車程，減低其吸引力，因此署方建議在順朗路通車前只在星期一至五的早上及晚上繁忙時間、及星期六、日及公眾假期營運。待順朗路開通後，才會提供全日服務。
經過公開投標程序，運輸署於2017年11月29日宣布來往港珠澳大橋香港口岸至欣澳站的路線專營權由城巴投得，編號為B5，並於2018年10月24日開辦。而因順朗路來往市區方向能與港珠澳大橋同步啟用，B5線開辦時亦能提供全日服務。
2019年10月6日，因應反修例運動導致示威者多次破壞全港大部份港鐵車站，而導致提早結束服務時間，本線亦相應提早尾班車時間，直至同年12月1日止。
由2020年起，受新型冠狀病毒疫情影響，香港遊客數量劇減，此路線多次縮減服務：
- 2020年2月8日起，為配合政府壓縮跨境人流，該線當日起大幅削減班次。[7]
- 2020年4月5日起，因應港珠澳大橋縮短通關時間，該線縮短服務時間。[8]
- 2021年1月25日：港珠澳大橋香港口岸尾班車提早至21:30開出，欣澳站尾班車提早至20:30開出。[9]
- 2022年1月29日：進一步減為來回程各開七班。[10]
- 2022年3月14日：減為只由欣澳站開07:30一班，其餘所有班次暫停。[11]

2023年1月8日起，配合中港两地恢复正常通关安排，B5號線由早上提供有限度服務，加強至全日提供基本服務。
2023年4月29日起，所有早上由欣澳站開出及晚上由港珠澳大橋香港口岸開出的班次不再繞經迪士尼樂園。
2024年5月6日起，取消與港鐵的轉乘優惠。

## 服務時間及班次
| 欣澳站開             | 欣澳站開     | 欣澳站開     | 港珠澳大橋香港口岸開 | 港珠澳大橋香港口岸開 | 港珠澳大橋香港口岸開 |
| 日期                 | 服務時間     | 班次（分鐘） | 日期                 | 服務時間             | 班次（分鐘）         |
| -------------------- | ------------ | ------------ | -------------------- | -------------------- | -------------------- |
| 星期一至五           | 06:30-08:30  | 15           | 星期一至五           | 05:40、06:55         | 05:40、06:55         |
| 星期一至五           | 08:00-11:30  | 15-20        | 星期一至五           | 07:35                | 07:35                |
| 星期一至五           | 11:30-19:30  | 30           | 星期一至五           | 08:05-09:05          | 30                   |
| 星期一至五           | 20:00        | 20:00        | 星期一至五           | 09:05-11:05          | 20                   |
| 星期一至五           | 20:30-22:10  | 20           | 星期一至五           | 11:35-23:35          | 30                   |
| 星期一至五           | 22:30        | 22:30        | 星期一至五           | 00:20                | 00:20                |
| 星期一至五           | 23:00-00:45  | 35           |                      |                      |                      |
| 星期一至五           | 01:15        |              |                      |                      |                      |
| 星期六、日及公眾假期 | 06:30        | 06:30        | 星期六、日及公眾假期 | 05:40、06:55         | 05:40、06:55         |
| 星期六、日及公眾假期 | 07:00-15:00  | 15-20        | 星期六、日及公眾假期 | 07:35                | 07:35                |
| 星期六、日及公眾假期 | 15:00-16:30  | 30           | 星期六、日及公眾假期 | 08:05-11:05          | 20                   |
| 星期六、日及公眾假期 | 16:30-19:30  | 20           | 星期六、日及公眾假期 | 11:35-16:05          | 30                   |
| 星期六、日及公眾假期 | 19:50-22:00  | 15-20        | 星期六、日及公眾假期 | 16:05-23:45          | 20                   |
| 星期六、日及公眾假期 | 22:15、22:30 | 22:15、22:30 | 星期六、日及公眾假期 | 00:20                | 00:20                |
| 星期六、日及公眾假期 | 23:00-00:45  | 35           |                      |                      |                      |
| 星期六、日及公眾假期 | 01:15        |              |                      |                      |                      |

註：藍字班次將途經香港迪士尼樂園

## 收費
全程：$6.1
| - 本線設有12歲以下小童及65歲或以上長者半價優惠。 - 65歲或以上香港居民使用「樂悠咭」，以及12歲以下合資格殘疾兒童使用「殘疾人士身份」個人八達通繳付車資，均可享有每程$2.0或半價（以較低者為準）的票價優惠；12至64歲合資格殘疾人士使用「殘疾人士身份」個人八達通（包括「樂悠咭」），以及60至64歲香港居民使用「樂悠咭」繳付車資，均可享有每程$2.0或全費（以較低者為準）的票價優惠。 - 65歲或以上長者如使用長者或一般個人八達通繳付車資，則只可享有半價優惠；12至64歲合資格殘疾人士如不使用「殘疾人士身份」個人八達通，以及60至64歲人士如不使用「樂悠咭」繳付車資，必須繳付全費。 - 乘客可以現金或八達通於上車時付款，不設找續。 - 每位成人乘客可免費攜帶最多兩名4歲以下而不佔座位的兒童乘客乘車，超額之4歲以下小童必須繳付小童車費乘車。 - 九龍巴士、城巴及龍運巴士全職員工及家屬（不包括外判職員）可免費乘搭本路線，惟必須拍職員或職員家屬八達通。 - 乘客亦可使用AlipayHK「易乘碼」、支付寶、 WeChatHK／微信支付「搭車碼」、銀聯雲閃付「乘車碼」及BOC Pay「乘車碼」、具有感應式支付功能的VISA、Mastercard及銀聯卡，以及Apple Pay、Google Pay及Samsung Pay流動支付平台繳付車資。使用此支付方式的乘客可享有中途下車之分段收費，以及與其他城巴獨營路線或聯營線城巴班次之轉乘優惠，惟不適用於與非城巴路線之轉乘優惠。使用此支付方式的乘客亦不能享有「公共交通費用補貼計劃」及「長者及合資格殘疾人士公共交通票價優惠計劃」。 - 乘客可於登車時，利用八達通機購買載於八達通內之「三日來回車票」，收費器會隨即從卡內扣除$11，相當於雙向車費九折額總和；乘客須於72小時內登上回程班次，並以八達通輕觸收費器，惟不會扣除餘額（此優惠只適用於成人八達通或「學生身分」個人八達通，不適用於二維碼）。 |

### 八達通轉乘優惠
本綫提供城巴機場快線轉乘優惠，乘搭B5往港珠澳大橋香港口岸方向，在24小時內在港珠澳大橋香港口岸轉乘城巴機場快線往市區，成人可享$1車費優惠，而小童或長者可享$0.5車費優惠，但需使用同一張八達通轉乘。

## 使用車輛
此路線由小蠔灣車廠派出雙層巴士行走，主要用車為普通版Enviro500 MMC 12.8米（首選雙輪椅版6578-6583，次選6568-6577）雙層巴士。

## 行車路線
欣澳站開經：欣澳道、迴旋處、欣澳道（神奇道、幻想道、迪士尼公共運輸交匯處、幻想道、神奇道）、竹篙灣公路、北大嶼山公路、赤鱲角路、順暉路及順匯路。
括號內道路只限部分班次使用
港珠澳大橋香港口岸開經：順匯路、赤鱲角路、順朗路、北大嶼山公路、竹篙灣公路（神奇道、幻想道、迪士尼公共運輸交匯處、幻想道、神奇道）及欣澳道。

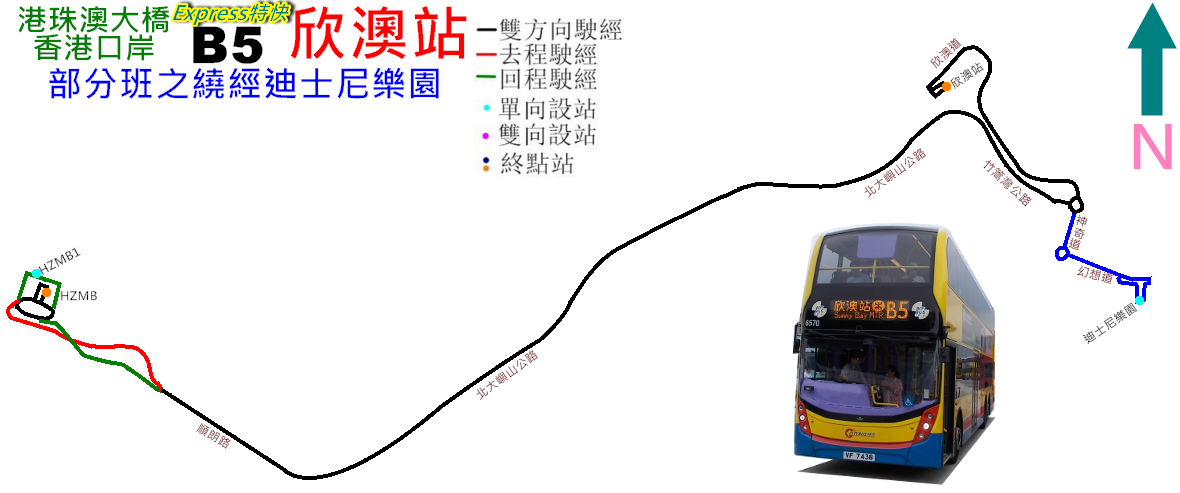
B5線的走線圖，當中藍線表示僅在特定時間才會駛經的

括號內道路只限部分班次使用
有關本路線的具體停站請參閱資訊框

## 營運狀況
本路線收費比同樣接駁東涌線的新大嶼山巴士B6線低，並設有鐵路轉乘優惠，部分班次更直達香港迪士尼樂園，因此客量頗高，需要加開12%額外班次。不過據某間報館觀察所得，本路線每班車只有30人。
但自2019年下半年起因反修例運動而令訪港旅客減少，加上港珠澳大橋已開通一段時間，通關旅客數目已較高峯期回落；而港鐵不時提早結束營運時間，令到作為欣澳站接駁路線的B5客量亦有所回落。